# Campionati europei di ciclismo su strada 2015 - Cronometro femminile Under-23
La cronometro femminile Under-23 dei Campionati europei di ciclismo su strada 2015, diciannovesima edizione della prova, si disputò il 6 agosto 2015 su un percorso di 18,4 km, con partenza ed arrivo a Tartu, in Estonia. La medaglia d'oro fu appannaggio della tedesca Mieke Kröger, il quale completò il percorso con il tempo di 24'57"21, alla media di 44,242 km/h; l'argento andò all'ucraina Olga Shekel e il bronzo all'altra tedesca Corinna Lechner.
Partenza con 28 cicliste, le quali tutte portarono a termine la competizione.

## Ordine d'arrivo (Top 10)
| Pos. | Corridore                 | Squadra     | Tempo    |
| ---- | ------------------------- | ----------- | -------- |
| 1    | Mieke Kröger              | Germania    | 24'57"21 |
| 2    | Olga Shekel               | Ucraina     | a 8"     |
| 3    | Corinna Lechner           | Germania    | a 19"    |
| 4    | Thalita de Jong           | Paesi Bassi | a 32"    |
| 5    | Katarzyna Niewiadoma      | Polonia     | a 33"    |
| 6    | Sabrina Stultiens         | Paesi Bassi | a 44"    |
| 7    | Maria Giulia Confalonieri | Italia      | a 52"    |
| 8    | Anastasiia Iakovenko      | Russia      | s.t.     |
| 9    | Sheyla Gutierrez Ruiz     | Spagna      | a 53"    |
| 10   | Floortje Mackaij          | Paesi Bassi | a 57"    |